# Kulturní pluralismus
Kulturní pluralismus (z latinského pluralis, množný, vícerý) označuje směr, který se snaží vypořádat se skutečností, že v moderních městských společnostech žijí mezi sebou lidé z různých kultur a náboženství. Jedna z těchto skupin přitom obvykle tvoří většinovou společnost, ostatní v ní žijí jako menšiny. Kulturní pluralismus tedy hledá na jedné straně podmínky a meze jejich pokojného soužití, zkoumá ale také nečekané výhody či přednosti takové kulturní rozmanitosti. Historické i empirické studie ukazují, že kulturně smíšené společnosti ve městech nebo v pohraničních oblastech byly a jsou nadprůměrně produktivní. Tak podíl Alsasanů na francouzské kultuře nebo obyvatel tzv. Sudet a Sedmihradska v kultuře německé vysoko přesahují průměr, jaký by odpovídal jejich početnosti.
Kulturní, náboženská a jazyková rozmanitost představují na první pohled překážky v komunikaci a zjevně komplikují společenský život. Bližší studium ale ukazuje, že pokud se tyto rozmanité složky společnosti naučí spolu komunikovat, přináší to nečekané výhody většině i menšinám. Naopak pokud žijí jen vedle sebe, vyhýbají se stykům a pouze se „tolerují“, představují jisté nebezpečí, které může v nějaké krizi propuknout i v násilí.
Úkolem kulturního pluralismu je tedy zkoumat a uplatňovat podmínky plodné komunikace mezi rozmanitými kulturními skupinami, upozorňovat na výhody i rizika kulturně nehomogenních společností a podporovat kulturní i intelektuální výměny mezi nimi. Mezi základní podmínky patří znalost společného jazyka, zásadní uznání druhého a konečně objev jeho možného významu či přínosu pro většinovou společnost.